# Gregory Kacala

a Compétitions nationales et continentales officielles uniquement.

b Matchs officiels uniquement.
Dernière mise à jour le 23 octobre 2012.
Gregory Kacala ou Grzegorz Kacała en polonais, né le 15 mars 1966 à Gdańsk, est un joueur polonais de rugby à XV et rugby à XIII évoluant au poste de troisième ligne aile.

## Biographie
Gregory Kacala joue trois saisons au CO Creusot où il est classé 4e meilleur troisième ligne aile de France en 1991.
Repéré par Jacques Fouroux lors d'un fameux France – Pologne, il s'engage ensuite au FC Grenoble.
Il fait partie de l'équipe des Mammouths de Grenoble qui est vice-champion de France 1993, défait 14 à 11 par le Castres olympique sur une erreur d'arbitrage, dans une finale considérée comme l'un des plus gros scandales du rugby français.
Le 19 juin 1993, il est invité pour jouer avec le XV du Président contre les Barbarians français pour le Centenaire du rugby à Grenoble.
Le 6 septembre 1994, il joue avec les Barbarians français contre les Barbarians au Stade Charlety à Paris. Les Baa-Baas s'imposent 35 à 18.
Il reste au FC Grenoble jusqu'à la fin de l'année 1995 puis il change de code pour le rugby à XIII et fait un bref passage au Paris Saint-Germain XIII où il dispute un match de la toute première saison en 1996 de la Super League, marquant un essai,.
Après son cours passage au rugby à XIII, il revient au XV et s'engage avec le CA Brive.
Le 23 novembre 1996, il joue avec les Barbarians français contre l'Afrique du Sud à Brive. Les Baa-Baas s'imposent 30 à 22.
Le 25 janvier 1997, il joue avec le CA Brive la finale de la Coupe d'Europe (première édition avec les clubs anglais) à l'Arms Park de Cardiff face au Leicester Tigers, les brivistes s'imposent 28 à 9 et il devient champion d'Europe.  Il reste une seule saison en Corrèze puis il rejoint le Cardiff RFC.
Il dispute cinq saisons jusqu'en 2002 au Cardiff RFC et remporte le Championnat du pays de Galles en 2000. En 1999, il connaît une unique sélection avec les Barbarians lors d'un match contre une sélection des East Midlands où il marque un essai.

## Palmarès
Avec le FC Grenoble
- Championnat de France de première division :
  - Vice-champion (1) : 1993[14]
  - Demi-finaliste (1) : 1994

Avec le CA Brive
- Coupe d'Europe :
  - Vainqueur (1) : 1997

Avec Cardiff
- Championnat du pays de Galles :
  - Champion (1) : 2000